# Víctor Hugo Montaño
Víctor Hugo Montaño (1 de mayo de 1984) es un exfutbolista colombiano, nacionalizado francés. Su posición era de delantero. 

## Legado deportivo
Su hermano Johnnier Montaño y su sobrino Esteban Montaño también son futbolistas profesionales.

## Trayectoria

### Inicios de su carrera
Aunque nació en Cali, Montaño inició su carrera profesional en Bogotá jugando para Millonarios de la ciudad de Bogotá. Se mostró como gran promesa y revelación del campeonato colombiano con lo cual llamó la atención de Reinaldo Rueda para jugar la copa del mundo sub-20 en los Emiratos Árabes Unidos en 2003. Luego de sus grandes actuaciones en Millonarios fue transferido al FC Istres de Francia a los 20 años de edad. A pesar de mantenerse como titular toda la temporada solo anotó 1 gol y no pudo evitar el descenso de su club. Ya en la segunda división de Francia fue transferido al Montpellier.

### Montpellier H.S.C
Luego de estar un año en el Istres, fichó por el Montpellier H.S.C donde ya había jugado su compatriota Carlos Valderrama. Allí se destacó por sus condiciones para jugar tanto por dentro como por las bandas en la zona de ataque. Luego de 4 temporadas en segunda división en 2009 ascendió a la Ligue 1 con el Montpellier H.S.C. Durante su última temporada en segunda con su club logró 15 goles (3 menos que Grégory Thil) y contribuyó con 7 asistencias. Ya en la Ligue 1] el Montpellier H.S.C quedó 5º con 69 puntos, a 2 de clasificarse a la Liga de Campeones, logrando 11 goles y 3 asistencias. A pesar de ser figura en su club, al finalizar su quinta temporada con el Montpellier fue traspasado al Rennes.

### Stade Rennes
Luego de su exitoso paso por el Montpellier H.S.C, fue fichado por el Stade Rennes por 6,5 millones de euros firmando un contrato de 4 temporadas. A diferencia de lo ocurrido en el Montpellier, en el Rennes sufrió varias lesiones que no le permitieron tener la continuidad que si había tenido en sus anteriores clubes. A pesar de su falta de continuidad, con el Rennes jugó su primer torneo internacional como la Liga Europea de la UEFA en la temporada 2011/12 donde marcó 4 goles, siendo el más significativo el que anotó frente al Atlético de Madrid en la igualdad a uno el la fase de grupos del certamen europeo. Luego de su irregular paso por el Rennes (a pesar de que marcó 22 goles) volvió al Montpellier H.S.C por un monto cercano al millón de euros (aproximadamente 800.000 euros).

### Regreso al Montpellier
El 7 de agosto en la página del club se oficializó su regreso al Montpellier H.S.C luego de su paso de 3 años por el Rennes.

### Toluca
Se convirtió en unos de los peores refuerzos del Club Deportivo Toluca de México para el Clausura 2015, y sustituir al paraguayo Pablo Velázquez quien había salido de la institución, pero sus lesiones y su poca actividad lo terminaron relegando a la banca, y en junio del 2015 ya no entraría en planes del cuadro rojo.

### Once Caldas
Se convirtió en refuerzo del Once Caldas de Manizales de Colombia para disputar la liga águila y donde llega como agente libre tras su paso por el Toluca de México.

### Riffa Club
El 5 de febrero de 2017 fue presentado como nuevo jugador del Riffa Club de la Liga Premier de Baréin. Debutaría con gol el 8 de abril terminando la goleada 6 a 0 sobre el Al-Ahli Club (Manama).

### Club Deportivo FAS
El 9 de julio de 2018 viaja a El Salvador para fichar por el equipo CD FAS.

### Club Deportivo Municipal Limeño
De cara al año 2019, Víctor fichó por el CD Municipal Limeño.

## Selección nacional
Con la selección colombiana jugó el Campeonato Sudamericano Sub-20 de 2003, marcando tres goles y ayudando a la clasificación a la Copa Mundial de Fútbol Juvenil de 2003. Allí Colombia quedó en tercer lugar, y Montaño marcó dos goles, uno a Irlanda en octavos de final y el gol del triunfo 1-0 sobre el anfitrión, Emiratos Árabes Unidos en cuartos de final.

### Participaciones en Copas del Mundo
| Mundial                     | Sede                   | Resultado    | Partidos | Goles |
| --------------------------- | ---------------------- | ------------ | -------- | ----- |
| Copa Mundial Sub-20 de 2003 | Emiratos Árabes Unidos | Tercer lugar | 6        | 2     |

## Clubes
| Club               | País        | Temporadas  |
| ------------------ | ----------- | ----------- |
| C.D. El Cóndor     | Colombia    | 2002        |
| Millonarios F.C.   | Colombia    | 2002 - 2004 |
| F.C. Istres        | Francia     | 2004 - 2005 |
| Montpellier H.S.C. | Francia     | 2005 - 2010 |
| Stade Rennes F.C.  | Francia     | 2010 - 2013 |
| Montpellier H.S.C. | Francia     | 2013 - 2015 |
| C.D. Toluca        | México      | 2015        |
| C.D. Once Caldas   | Colombia    | 2016        |
| Al Riffa S.C.      | Baréin      | 2016 - 2017 |
| C.D. F.A.S.        | El Salvador | 2018        |
| Orsomarso S.C.     | Colombia    | 2019        |

## Estadísticas
| El Cóndor · Colombia |               |               |     |    |    |   |    |     |     |      |      |
| 2.ª | 2002          | 3             | 3   | —  | —  | — | —  | 3   | 3   | 1,00 |      |
| Total club | Total club    | 3             | 3   | 0  | 0  | 0 | 0  | 3   | 3   | 1,00 |      |
| Millonarios · Colombia |               |               |     |    |    |   |    |     |     |      |      |
| 1.ª | 2002-04       | 44            | 6   | —  | —  | 0 | 0  | 44  | 6   | 0,14 |      |
| Total club | Total club    | 44            | 6   | 0  | 0  | 0 | 0  | 44  | 6   | 0,14 |      |
| F.C. Istres Francia |               |               |     |    |    |   |    |     |     |      |      |
| 1.ª | 2004-05       | 32            | 2   | 1  | 0  | — | —  | 33  | 2   | 0,06 |      |
| Total club | Total club    | 32            | 2   | 1  | 0  | 0 | 0  | 33  | 2   | 0,06 |      |
| Montpellier H.S.C Francia |               |               |     |    |    |   |    |     |     |      |      |
| 2.ª | 2005-06       | 33            | 1   | 1  | 0  | — | —  | 34  | 1   | 0,03 |      |
| 2.ª | 2006-07       | 26            | 5   | 0  | 0  | — | —  | 26  | 5   | 0,19 |      |
| 2.ª | 2007-08       | 29            | 6   | 0  | 0  | — | —  | 29  | 6   | 0,21 |      |
| 2.ª | 2008-09       | 35            | 15  | 3  | 2  | — | —  | 38  | 17  | 0,45 |      |
| 1.ª | 2009-10       | 36            | 11  | 1  | 1  | — | —  | 37  | 12  | 0,32 |      |
| 1.ª | 2013-14       | 27            | 4   | 4  | 1  | — | —  | 31  | 5   | 0,16 |      |
| 1.ª | 2014-15       | 9             | 1   | 1  | 0  | — | —  | 10  | 1   | 0,10 |      |
| Total club | Total club    | 195           | 43  | 10 | 4  | 0 | 0  | 205 | 47  | 0,22 |      |
| Stade Rennes Francia |               |               |     |    |    |   |    |     |     |      |      |
| 1.ª | 2010-11       | 32            | 9   | 3  | 2  | — | —  | 35  | 11  | 0,31 |      |
| 1.ª | 2011-12       | 29            | 6   | 4  | 0  | 8 | 4  | 41  | 10  | 0,24 |      |
| 1.ª | 2012-13       | 10            | 1   | 1  | 0  | — | —  | 11  | 1   | 0,09 |      |
| Total club | Total club    | 71            | 16  | 8  | 2  | 8 | 4  | 87  | 22  | 0,25 |      |
| Deportivo Toluca · México |               |               |     |    |    |   |    |     |     |      |      |
| 1.ª | 2014/15       | 6             | 0   | 1  | 0  | — | —  | 7   | 0   | 0,0  |      |
| Total club | Total club    | 6             | 0   | 1  | 0  | 0 | 0  | 7   | 0   | 0,00 |      |
| Riffa Club Baréin |               |               |     |    |    |   |    |     |     |      |      |
| 1.ª | 2016-17       | 1             | 1   | —  | —  | — | —  | 1   | 1   | 1,00 |      |
| Total club | Total club    | 1             | 1   | 0  | 0  | 0 | 0  | 1   | 1   | 1,00 |      |
| FAS · El Salvador |               |               |     |    |    |   |    |     |     |      |      |
| 1.ª | 2018-C        | 16            | 3   | —  | —  | 2 | 1  | 18  | 4   | 0,22 |      |
| Total club | Total club    | 16            | 3   | 0  | 0  | 2 | 1  | 18  | 4   | 0,22 |      |
| Orsomarso · Colombia |               |               |     |    |    |   |    |     |     |      |      |
| 2.ª | 2019          | 11            | 2   | 5  | 3  | 0 | 0  | 16  | 5   | 0,30 |      |
| Total club | Total club    | 11            | 2   | 5  | 3  | 0 | 0  | 16  | 5   | 0,30 |      |
| Total carrera | Total carrera | Total carrera | 379 | 74 | 25 | 9 | 10 | 5   | 414 | 90   | 0,20 |
| (1) Incluye datos de la Copa de Francia (2004-2014) y Copa de la Liga de Francia (2004-14). (2) Incluye datos de la Liga Europea de la UEFA (2011-2012). (3) Media de goles por encuentro. No incluye goles en partidos amistosos. |               |               |     |    |    |   |    |     |     |      |      |

- Fuente: Ceroacero.es y fichajes.com